# كأس التفوق العام
كأس التفوق العام كأس رياضي كويتي، استحدث في عام 1972، بمبادرة وتشجيع من ولى العهد ورئيس مجلس الوزراء - آنذاك - الشيخ جابر الأحمد الجابر الصباح. خُصّص هذا الكأس للنادي الكويتي الذي يجمع أكبر رصيد من نقاط البطولات الرياضية، وفاز به لأوّل موسم 72/1973 نادي القادسية، الذي ظل مهيمنًا عليه بشكل شبه مطلق طيلة 36 عام متتالي، إلى أن خسره أمام نادي الكويت في 2010، ثم عاد وفاز به في العام الموالي، ليعود ويخسره مجددا أمام الكويت الذي فاز به منذ ذلك العام وحتى عام 2019، أي لثماني مرات متتالية.

## السجل
- الإحصائية هذه منذ بدأ العمل بنظام نقاط كأس التفوق العام الرياضي إلى نهاية موسم 2013-2014.

| الفريق   | مرات الفوز | سنوات الفوز بكأس التفوق العام الرياضي |
| -------- | ---------- | --- |
| القادسية | 37         | (1973، 1974، 1975، 1976، 1977، 1978، 1979، 1980، 1981، 1982، 1983، 1984، 1985، 1986، 1987، 1988، 1989، 1990، 1992، 1993، 1994، 1995، 1996، 1997، 1998، 1999، 2000، 2001، 2002، 2003، 2004، 2005، 2006، 2007، 2008، 2009، 2011) |
| الكويت   | 9          | (2010، 2012، 2013، 2014، 2015، 2016، 2017، 2018، 2019) |